# Jean Regnault de Segrais
Jean Regnault de Segrais (Caen, 22 agosto 1624 – Caen, 25 marzo 1701) è stato un poeta, letterato e traduttore francese.

## Biografia

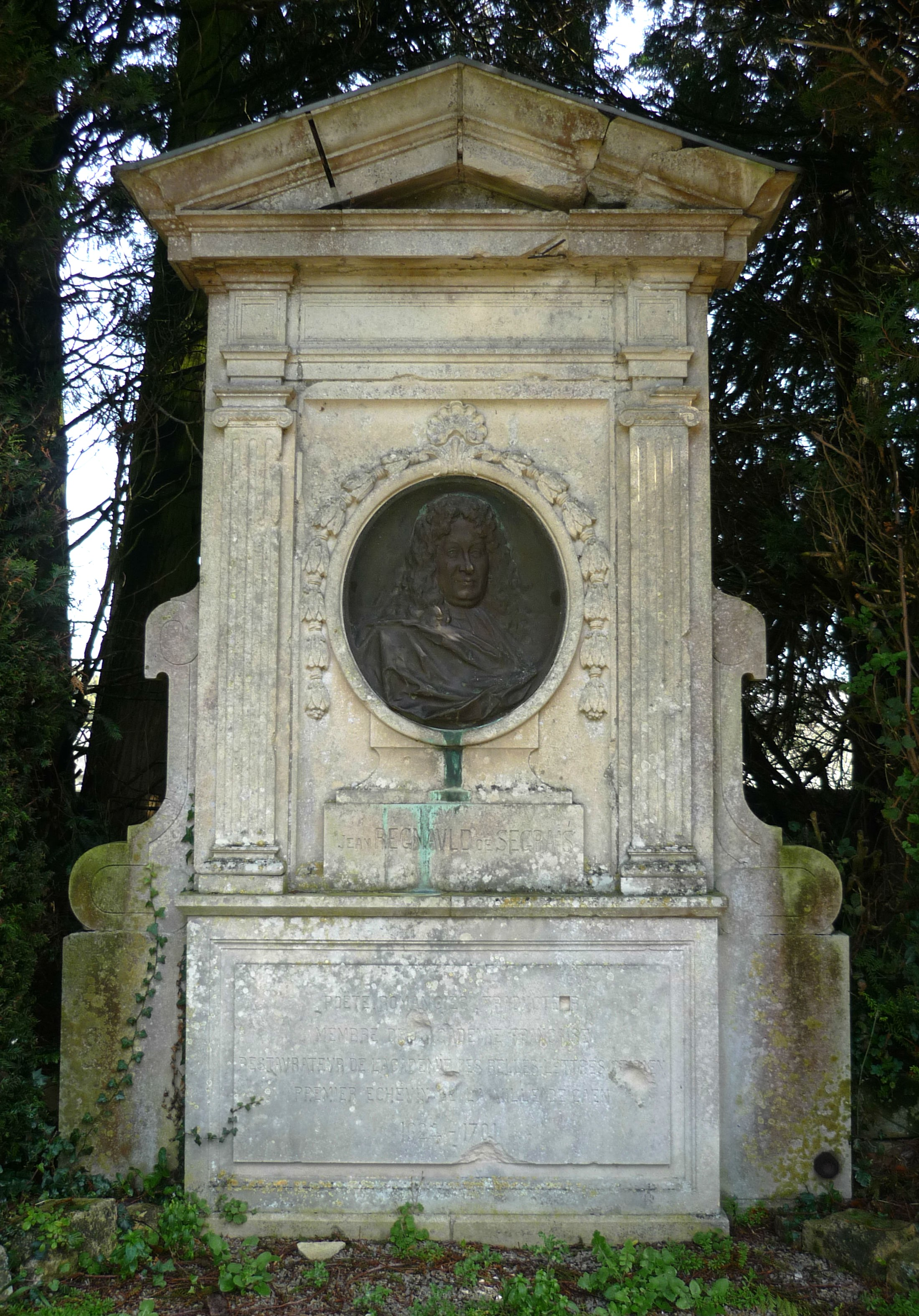
La tomba di Segrais a Fontenay-le-Pesnel

Studiò brillantemente al collegio gesuita di Caen, dove tra i diciotto e i vent'anni scrisse diverse poesie, un romanzo e una tragedia. Nel 1647, convinto dal figlio della governante della duchessa di Montpensier, si recò a Parigi e rimase al servizio della Grande Mademoiselle per ventiquattro anni. Nel 1652 accompagnò la duchessa a Saint-Fargeau e frequentò l'accademia di Habert de Montmor. Dimenticando lo stato ecclesiastico a cui era destinato, tradusse Virgilio e compose poesie pastorali. Nel 1656 pubblicò Les Nouvelles françaises, una raccolta di novelle e ritratti di donne di corte, la cui atmosfera galante evoca quella delle feste che si tenevano a casa della duchessa all'epoca della Fronda.
Amico di Paul Scarron, Gilles Ménage, Pierre-Daniel Huet, Paul Pellisson e Nicolas Boileau, Segrais fu eletto membro dell'Académie française nel 1662. Nel 1670, dopo aver litigato con la duchessa per aver disapprovato il suo matrimonio col duca di Lauzun, si unì a Madame de La Fayette. Divenuto suo segretario, partecipò con La Rochefoucauld alla composizione dei suoi primi romanzi e pubblicò a suo nome le prime edizioni de La Princesse de Montpensier e Zaïde.
Dopo trent'anni di permanenza nella capitale, annoiato dal trambusto della corte, Segrais tornò nella sua regione natale, che chiamò “mia celebre patria e mio primo amore” e di cui conservò l'accento per tutta la vita. Già membro dell'Académie royale des Belles-Lettres di Caen, di cui era diventato presidente alla morte del suo fondatore nel 1674, nel 1678 sposò una sua cugina, una ricca ereditiera, Claude Acher, figlia di Jean Acher e di Hélène de La Ménardière, parente dell'abate di Saint-Pierre e discendente, come lui, di Lucas Acher. La coppia aveva un salotto e intratteneva l'alta società. Tra il 1683 e il 1686 fu primo assessore di Caen. Invitato da Madame de Maintenon a tornare a Parigi per diventare precettore del Duca del Maine, Segrais, sostenendo di avere una sordità incipiente, era riluttante a lasciare il suo ritiro, poiché “l'esperienza”, disse allegramente, “gli aveva insegnato che a corte sono necessari occhi e orecchie buoni”. Quando morì all'età di 77 anni, lasciò dietro di sé una reputazione di gentilezza e candore. Lui stesso si considerava “pur essendo un normanno, senza frode né finezza”. Il suo concittadino Moisant de Brieux lodò le sue qualità come segue: 
(Jacques Moisant de Brieux, Recueil de pièces en prose & en vers.)
Voltaire, correggendo una parola della duchessa di Montpensier, aggiunse: “Mademoiselle lo chiama una specie di bella mente: ma egli era davvero una mente molto bella e un vero uomo di lettere”.
Probabilmente la reputazione di Segrais come poeta bucolico deve molto al verso di Boileau: Que Segrais, dans l'églogue, en charme les forêts... ("Che Segrais, nell'egloga, incanta le foreste..."). Le sue poesie, tuttavia, furono presto dimenticate. La Harpe spiega così questo disconoscimento da parte dei posteri: “Bisogna ricordare che egli scrisse prima dei maestri della poesia francese, e non ebbe altri modelli che Malherbe e Racan; ciò rende più giustificabili i difetti della sua versificazione, che è spesso sciolta e strascicata, e che non è nemmeno priva di queste costruzioni forzate, di questi latinismi, insomma di questi residui di ruggine gotica che solo nei versi di Boileau scompaiono del tutto".
La sua tomba si trova sul sito dell'antico coro della chiesa di Saint-Martin a Fontenay-le-Pesnel, in gran parte distrutta nel 1944. Una via di Caen porta il suo nome.

## Opere

### Poesia
- Ode à M. Chapelain, sur les victoires de Mgr le duc d'Anguien (1647)
- Athys, poème pastoral dédié à S. A. R. Mademoiselle (1653)
- Diverses poésies de Jean Regnault de Segrais (1658)
- Poésies de M. de Segrais, 3e édition plus ample, plus correcte et en meilleur ordre que les précédentes (1660)
- Églogues de M. de Segrais, avec les passages imités des poètes latins. L’Athys, poème pastoral ; le Portrait de Mademoiselle (1733)

### Prosa
- Bérénice, nel frontespizio del primo volume è presente un ritratto di Gilonne d'Harcourt, contessa di Fiesque, inciso da Grégoire Huret da un'opera di Henri e Charles Beaubrun (4 volumi, 1648-51)
- Les Nouvelles françaises, ou les Divertissemens de la princesse Aurélie (2 volumi, 1656-57). Riedizione ad opera della Société des textes français modernes, Parigi, 1990.

### Teatro
- L’Amour guéri par le Temps, tragédie par M. de Segrais

### Traduzioni
- Traduction de l'Énéide de Virgile, par Mr de Segrais (2 volumi, 1668-81)
- Les Géorgiques de Virgile, traduites en vers français, ouvrage posthume de M. de Segrais (1711)

### Varia
- Segraisiana, ou melange d’histoire et de litterature ; recueilli des entretiens de M. de Segrais, de l’Academie françoise. II. Les Églogues, l’Amour détruit par le temps, tragedie pastorale. III. La Relation de l’isle imaginaire, ou l’histoire de la princesse de Paphlagonie (1721) (Testo online).
- Œuvres diverses, edito da François Changuion, Amsterdam, 1723, tomo 1, Mémoires Anectodes, tomo 2, Églogues